# 민중가요

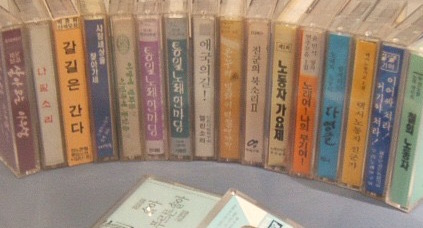
1980년대 대한민국에서 제작된 민중가요 카세트 테이프. 대한민국역사박물관에 전시.

민중가요(民衆歌謠, 영어: protest song) 또는 투쟁가요(鬪爭歌謠) 혹은 항쟁가요(抗爭歌謠)는 주로 사회운동에서 불리는 노래를 총칭하는 표현이다. 노동운동, 통일운동, 인권운동, 정치운동 등 주제별로 다양하다.
대한민국의 민중가요는 주로 1980년대 6월 항쟁의 기간에 많이 생겨났다. 이후 민중가요는 당시 시대상을 반영하거나, 해당 운동의 주제를 주로 담았다. 6월 항쟁 이후에는 많은 대학교에 민중가요 노래패(동아리)가 창설 되었다. 이후 노동운동이 활발했던 기간에는 철의 노동자와 같은 노동자의 권리에 관한 민중가요가 많이 불렸으며, 미군 장갑차 여중생 압사 사건 때에는 미국을 비판하는 노래가 많이 나왔다. 2008년에 벌어진 한미 쇠고기 협상 내용에 대한 반대 시위에서도 새로운 민중가요들이 많이 생겨났다.
대한민국에서 시위, 집회가 있을 때 공통적으로 〈임을 위한 행진곡〉을 많이 제창한다.(민중의례)

## 대표적인 아티스트

### 대한민국
- 김광석
- 김민기
- 김호철
- 꽃다지
- 노래를 찾는 사람들 - 서울대의 동아리 메아리와 관련되어 있다.
- 맥박
- 민중문화운동연합
- 박성환 밴드
- 박준
- 백자
- 아름다운 청년
- 안치환
- 우리나라
- 윤민석
- 이수진
- 이씬
- 임지훈
- 임정득
- 정태춘, 박은옥
- 조국과 청춘
- 천지인
- 최도은
- 희망새

그 외에도 각 대학에 민중가요 노래패들이 민중가요를 창작하거나 구전을 통하여 보존/발전 시켜왔다.

### 미국
- 우디 거스리
- 밥 딜런
- 톰 웨이츠
- 피트 시거

### 캐나다
- 닐 영

## 대표적인 민중가요

### 대한민국
노동/빈민 운동 계열
- 그날이 오면
- 단결 투쟁가
- 동물의 왕국
- 대결
- 무노동 무임금을 자본가에게
- 사계
- 연대 투쟁가
- 인터내셔널가
- 저 평등의 땅에
- 철의 노동자
- 청계천 8가
- 총파업가
- 파업가
- 진짜 노동자

민주화 운동 계열
- 대한민국 헌법 제1조
- 솔아 솔아 푸르른 솔아
- 상록수/거치른 들판에 푸르른 솔잎처럼 - 곡 제작 당시에는 민중가요가 아니었으나 시위 현장에서 널리 부르면서 민중가요로 정착함.
- 아침 이슬 - 곡 제작 당시에는 민중가요가 아니었으나 시위 현장에서 널리 부르면서 민중가요로 정착함.
- 임을 위한 행진곡-가장 대표적
- 타는 목마름으로
- 오월의 노래-5·18 민주항쟁 관련
- 유월의 노래-6월 민주항쟁 관련
- 바위섬-5·18 민주항쟁 관련
- 일어서는 사월-4·19 혁명 관련
- 진달래-4·19 혁명 관련
- 청산이 소리쳐 부르거든
- 의연한 산하

일반적인 주제를 갖고 있는 민중가요
- 광야에서
- 동지
- 바위처럼 :
- 불나비
- 어머니
- 함께가자 우리 이 길을
- 흔들리지 않게
- 얼굴 찌푸리지 말아요 : 민중가요로 시작했으나 이후 개사가 이뤄져 대중가요, 동요로도 활용됨

학생운동 계열
- 당당한 주인으로
- 전대협 진군가
- 총학생회가
- 한총련 진군가
- 민족성대 진군가
- 민족한신 진군가
- 건국대학교 진군가

반미 계열
- Fucking USA
- 또라이 부시
- 주한미군 철거가
- 탱크라도 구속해
- 혁명동지가

2008년 촛불 시위 관련
- 다시 광화문에서

쇠고기 논란 관련
- 촛불을 들어라
- Hey, Mr. Lee

통일 관련
- 백두에서 한라, 한라에서 백두로
- 서울에서 평양까지

2016년 촛불 시위(박근혜-최순실 게이트)관련
- 이게 나라냐

### 말레이시아
민주화 운동 계열
- Negarakuku

이슬람 운동 계열
- Lelaki (Warkah Seorang Anak) (원래는 마하티르 모하마드 전 총리에게 바치는 노래이나 종종 이슬람운동가 닉 아지즈 닉 맛을 기리는 데 사용되어 민중 가요로 변질된 부분이 있음)

### 이탈리아
- 벨라 차오

### 홍콩
- 영광이 다시 오길

## 작품에 나타난 민중가요
소설가 공지영의 등단작인 '동트는 새벽'의 마지막 장면에는 1980년대 대표적인 민중가인 '동지가'가 나온다.
최규석의 만화 '100°c'에서 5.18을 추모하는 '오월의 노래'를 부른다.

## 같이 보기
- 사회운동
- 운동권
- 민중가요 노래패